# Georg Wilhelm Bauernfeind

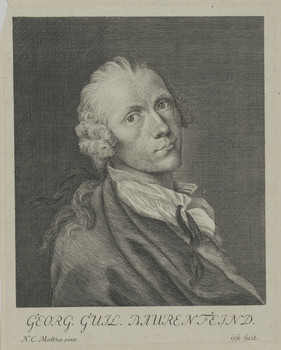
Selbstporträt Georg Wilhelm Bauernfeind

Georg Wilhelm Bauernfeind, auch Baurenfeind (* 16. November 1728 in Nürnberg; † 29. August 1763 auf See zwischen Mokka und Bombay) war ein  deutscher Zeichner und Kupferstecher.

## Leben

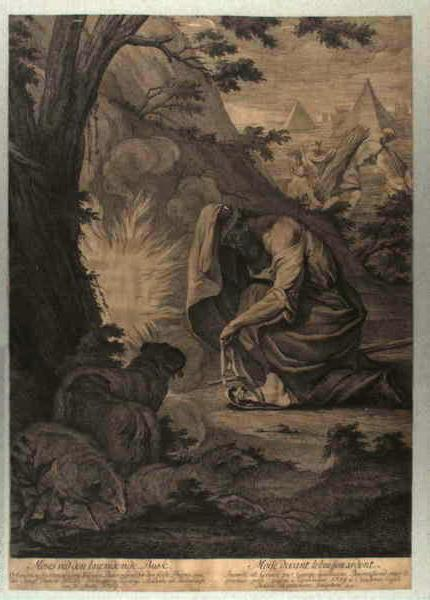
Bauernfeind: Moses bei dem brennenden Dornbusch

Georg Wilhelm Bauernfeind war ein Sohn des in Nürnberg tätigen Kalligraphen Michael Baurenfeind. Als Schüler folgte er dem ebenfalls aus Nürnberg stammenden Kupferstecher Johann Martin Preissler nach Kopenhagen. 1759 erhielt er für seinen Kupferstich Moses bei dem brennenden Dornbusch den Preis der
Königlich Dänischen Kunstakademie (große Goldmedaille) und wurde 1760 zum Zeichenmeister der Akademie ernannt.
Er war Mitglied der Arabischen Reise des Carsten Niebuhr und starb auf der Überfahrt nach Bombay. Seine Zeichnungen und Schabkunstblätter sind in den Expeditionsberichten der Arabischen Reise von Niebuhr und Peter Forsskål enthalten.